# Another Happy Day
Another Happy Day è un film del 2011 diretto da Sam Levinson.
Il film ha vinto un premio all'Hamptons International Film Festival e uno al Sundance Film Festival. In Italia è stato distribuito direttamente in Home Video a partire dal 4 luglio 2012.

## Trama
Una famiglia si riunisce a Anneapolis per il matrimonio di uno dei figli che la protagonista (Lynn) ha avuto in una relazione precedente con Paul.
Lynn ha avuto un'altra figlia, Alice, che però, da quando il padre Paul ha deciso di abbandonarla e di lasciarla alla madre (prendendo con sé invece il suo altro figlio Dylan prossimo al matrimonio), è sempre stata in cattivi rapporti con lui, portando la ragazza all'autolesionismo. Lynn ha altri due figli, Elliot, un diciassettenne mandato in cura poiché tossicodipendente (interpretato da Ezra Miller) e un altro figlio, Ben, in minoranza affetto dall'autismo.
Lynn è convinta che sua figlia Alice non debba venire al matrimonio per non rivivere gli shock subiti quando era piccola da parte del padre (che picchiava Lynn), ma nessuno della famiglia le dà ascolto, anzi tendono a sbeffeggiare sia Elliot, sia l'autismo di Ben,sia il nuovo marito di Lynn, mostrando invece (soprattutto la mamma della protagonista) una chiara simpatia nei confronti di Paul, della sua nuova moglie Patty e delle loro due figlie.
Quando Alice arriva alla prova della cena matrimoniale parte il caos: il nonno (che già soffriva di un disturbo al cuore) va all'ospedale, si scatena una lite tra Lynn e Patty a causa di una cosa detta da Elliot su Patty alla figlia di quest'ultima, la madre di Lynn l'accusa di non saper tacere nei momenti più opportuni, Patty litiga di nuovo con Lynn poiché il figlio Dylan vuole che sia Lynn ad accompagnarlo all' altare e non Patty.
Litigi e disgrazie fino al giorno del matrimonio. Dopo un melenso discorso fatto da Patty, Lynn viene invitata da quest'ultima a fare un discorso su Dylan e sul tempo passato insieme. Lynn risponde di non aver nulla da raccontare ed anche in quel momento spietato la madre di Lynn dà ragione a Patty.
Durante il matrimonio Elliot si droga e va su un gommone in un fiume, scomparendo così nel nulla e facendo preoccupare tutta la sua famiglia. Mentre la famiglia è occupata nel cercare Elliot, il nonno, che da tempo voleva falciare il prato sebbene fosse molto malato e lento nei riflessi, decide di dare una "tagliatina al prato", non riuscendo però a governare la falciatrice, quindi si schianta contro un albero e muore. Il giorno dopo il matrimonio Elliot capisce che la teoria esposta da lui alla nonna il giorno prima sul fatto che gli eventi tristi facciano unire la loro famiglia più degli eventi felici è tristemente vera, volgendo al finale uno sguardo alla telecamera mentre la loro macchina li riconduce a casa .